# Johannes Høsflot Klæbo
Johannes Høsflot Klaebo, né le 22 octobre 1996 à Trondheim, est un fondeur norvégien. Plusieurs fois médaillé dans les Championnats du monde junior, il remporte une première médaille mondiale, le bronze, lors de sa première participation aux Championnats du monde, lors des mondiaux 2017 de Lahti, sur le sprint libre. Lors de cette saison 2016-2017, il remporte ses premières victoires en coupe du monde ainsi que sa première victoire dans un mini-tour, les Finales de la coupe du monde, disputées à Québec, s'adjugeant son premier globe de cristal avec sa première place au classement des sprints. Dès la saison suivante, il remporte un deuxième mini-tour, le Ruka Triple. 
Pour sa première participation aux Jeux olympiques, il gagne la médaille d'or lors du sprint classique, celle du relais, puis celle du sprint par équipes  lors des Jeux de 2018 à Pyeongchang. Il est un des deux athlètes les plus titrés de ces Jeux avec le biathlète français Martin Fourcade. En fin de saison, il s'adjuge pour la première fois le gros globe de cristal du classement général de la  coupe du monde 2017-2018 ainsi qu'un deuxième petit globe de spécialité, celui du sprint. Il remporte ses trois premiers titres de champion du monde en sprint et dans le relais 4 × 10 km lors des Mondiaux 2019 à Seefeld. À la fin de la saison 2018-2019, il remporte son deuxième gros globe de cristal consécutif à l'âge de 22 ans. En 2021, il est de nouveau triple champion du monde. En 2023, il conserve ses titres en sprint et sprint par équipes.

## Carrière

### Des débuts fracassants
Johannes Høsflot Klæbo prend part à ses premières compétitions nationales officielles chez les juniors en 2013. En 2014, il est victorieux de plusieurs de ces  courses et gagne deux titres aux Championnats de Norvège junior. Il obtient sa première sélection pour des Championnats du monde junior en 2015, remportant deux médailles de bronze, sur le sprint classique et le relais.
Il fait ses débuts en Coupe du monde en février 2016 au sprint classique de Drammen où il est 15e, résultat lui attribuant ses premiers points. Une semaine plus tard, il remporte trois titres aux Championnats du monde junior, en sprint, dix kilomètres classique et relais.
Lors des courses FIS disputées à Beitostoelen, il termine 30e d'un quinze kilomètres, mais surtout il remporte le sprint libre devant la plupart des Norvégiens disputant le circuit de la coupe du monde, comme Paal Golberg, deuxième, ou Finn Hågen Krogh, troisième. Une semaine plus tard, pour son deuxième départ en coupe du monde, à Ruka, il termine troisième du sprint classique. Onzième du sprint du mini-tour disputé à Lillehammer, il termine finalement à la deuxième place du classement général remporté par Martin Johnsrud Sundby après avoir réalisé le quatrième temps de la poursuite du dernier jour. Absent du tour de ski, il obtient son troisième podium en coupe du monde à l'occasion du sprint libre de Toblach, derrière son compatriote Sindre Bjørnestad Skar et l'Américain Simeon Hamilton. Le lendemain, l'équipe qu'il compose avec Sindre Bjørnestad Skar termine cinquième d'un sprint par équipes. À Falun, après avoir terminé premier des qualifications, il termine cinquième de la finale. Privilégiant les championnats de Norvège aux mondiaux des moins de 23 ans se déroulant à la même date, il termine deuxième du quinze kilomètres classique puis premier du sprint.

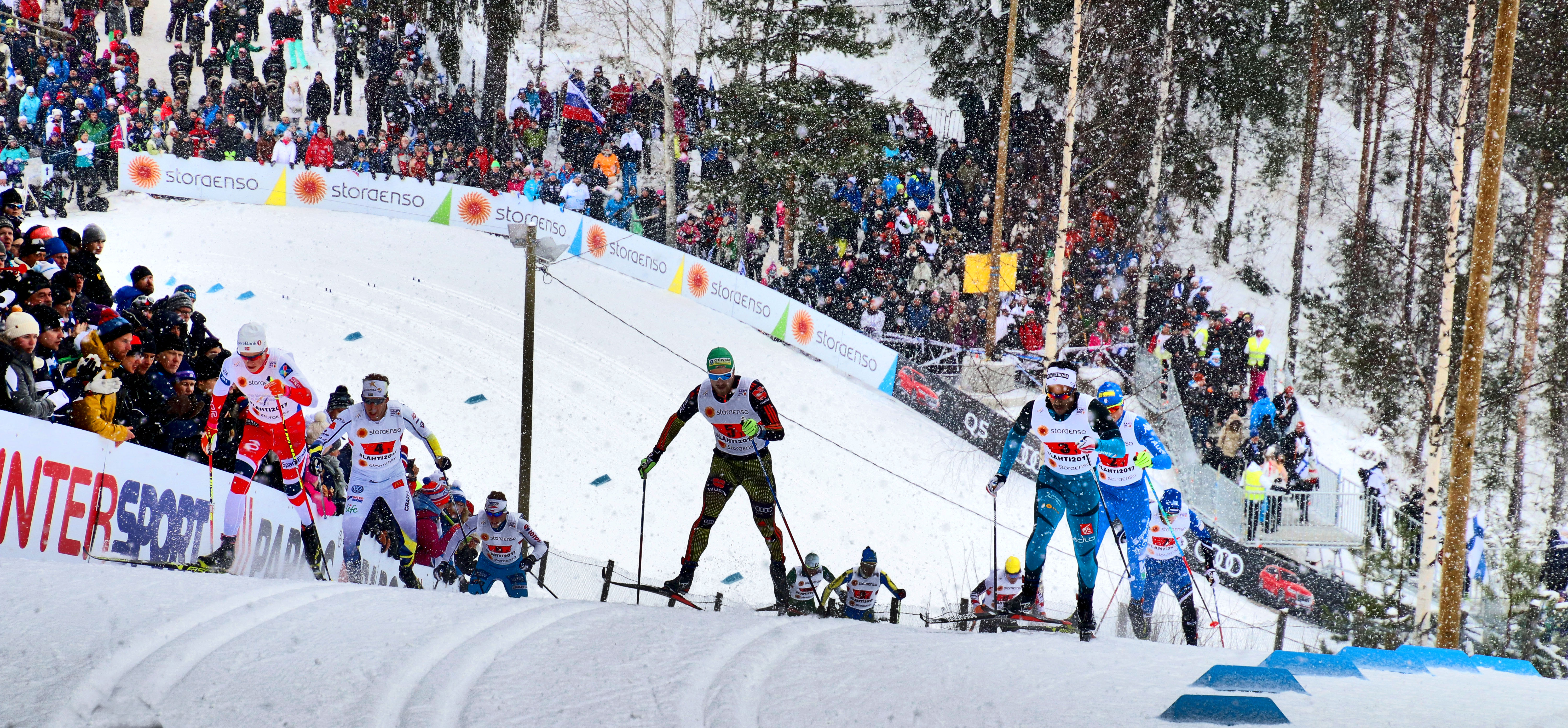
Klæbo, à l'extrême gauche, lors des mondiaux 2017.

Meilleur temps des qualifications, il remporte sa première victoire en coupe du monde lors du sprint d'Otepää, devant Finn Hågen Krogh et Sergueï Oustiougov. Pour ses premiers mondiaux chez les seniors, lors des mondiaux 2017 de Lahti, il termine troisième du sprint libre remporté par l'Italien Federico Pellegrino et Sergey Ustiugov. Sur le sprint par équipes, il est associé à Emil Iversen. Dominateur face à ses adversaires lors de ses trois relais, il place son coéquipier en tête avec une avance de six secondes avant le dernier relais de celui-ci. Celui-ci chute avec le Finlandais Iivo Niskanen dans le dernier virage, permettant aux Russes et aux Italiens de remporter l'or et l'argent, le Finlandais terminant troisième devant le Norvégien.

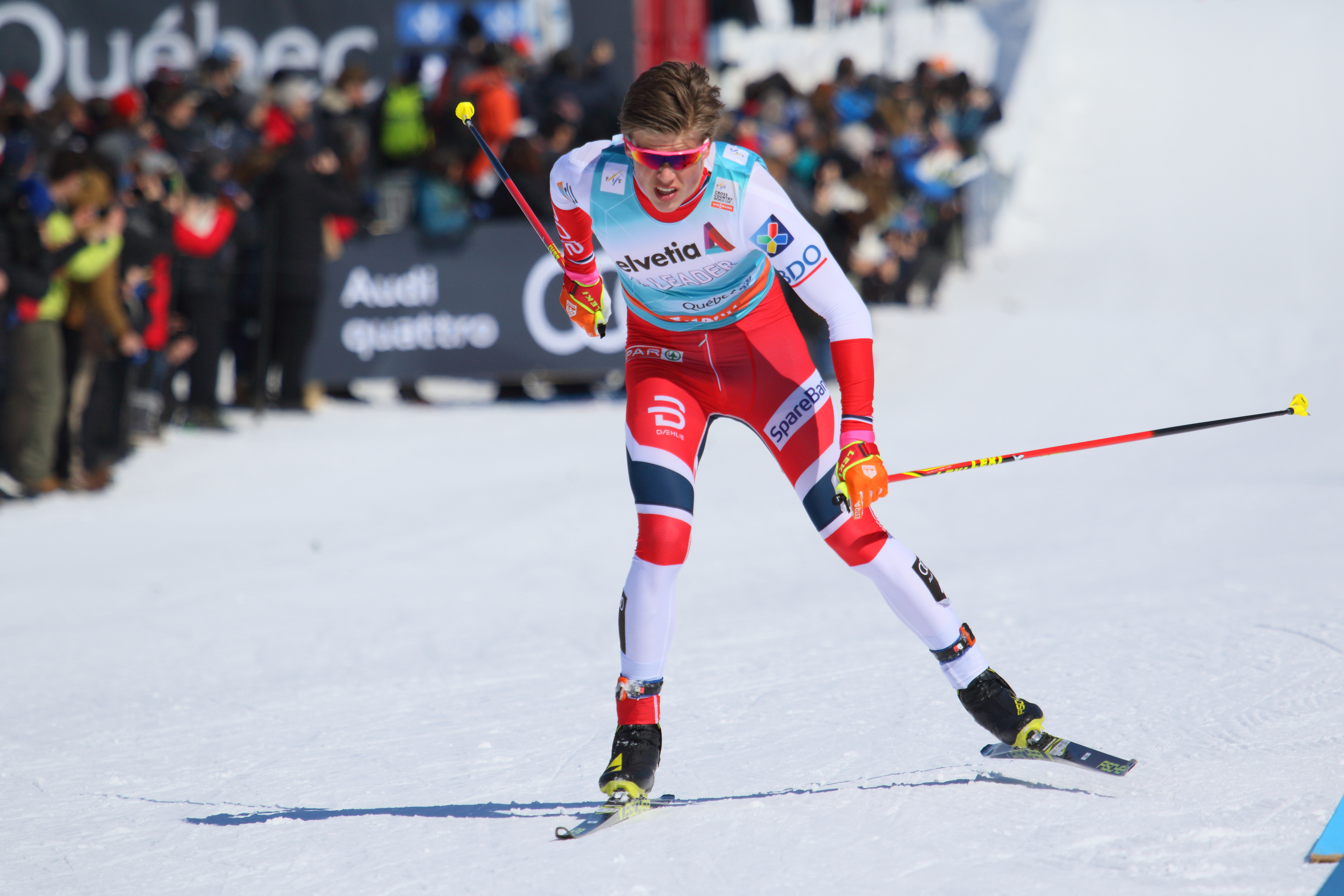
Klæbo en mars 2017.

Lors du premier sprint suivant les mondiaux, à Drammen, il domine les qualifications puis se qualifie pour la finale, courue par cinq Norvégiens et Sergey Ustiugov. Il explose rapidement la course, seul Eirik Brandsdal parvenant à le suivre, puis le dépasser dans la ligne droite d'arrivée. Demi-finaliste du sprint de Québec, première course des Finales 2017, il s'assure ainsi de la première place du classement général des sprints, devenant le plus jeune fondeur de l'histoire à le faire. Lors du quinze kilomètres classique départ groupé, il s'impose devant son compatriote Niklas Dyrhaug et le Russe Aleksandr Bessmertnykh. Parti en première position de la poursuite disputée sur un quinze kilomètres en style libre, il est repris par Dyrhaug et Alex Harvey, les trois fondeurs possédant ensuite suffisamment d'avance pour gérer la fin de course. Ils se disputent la victoire au sprint, remporté par Johannes Høsflot Klæbo qui remporte ainsi son premier mini-tour.

### Saison 2018: Champion olympique et vainqueur du général
Johannes Høsflot Klaebo domine le début de la saison suivante. Il remporte le Ruka Triple en devançant Martin Johnsrud Sundby et le Russe Alexander Bolshunov au terme de la poursuite. Les jours précédents, il remporte le sprint classique puis le quinze kilomètres également disputé en style classique. La semaine suivante, il enchaine par deux nouvelles victoires, lors du sprint classique à Lillehammer puis le skiathlon en devançant Martin Johnsrud Sundby. Il continue sa domination en s'imposant sur le sprint libre de Davos. Avant l'étape disputée en Italie à Toblach, il annonce qu'il renonce à participer au tour de ski. Lors de la poursuite disputée en style libre de Toblach, il part en dixième position, place obtenue la veille lors du quinze kilomètres classique. Il s'impose devant Russe Sergey Ustiugov et le Kazakh Alexey Poltoranin.
Pour ses premiers Jeux olympiques, lors de l'édition de 2018 à PyeongChang, il termine à la dixième place du skiathlon. Grand favori du  sprint classique, il est devancé par le Finlandais Ristomatti Hakola lors des qualifications. Il remporte ensuite son quart de finale, puis sa demi-finale devant Federico Pellegrino et Aleksandr Bolshunov. La finale se déroule sensiblement comme cette dernière, le Russe prenant la tête en début de course, avant d'être dépassé par le Norvégien dans la deuxième montée, celui-ci s'échappant pour remporter le titre olympique. À 21 ans, il devient le plus jeune champion olympique en ski de fond,. Lors du sprint par équipes, il est associé à Martin Johnsrud Sundby. Les deux hommes s'imposent face à l'équipe russe composée d'Alexander Bolshunov et Denis Spitsov et au relais français composé de Maurice Manificat et Richard Jouve. Parti en tête avec le Français Adrien Backscheider lors du dernier relais du 4 × 10 km, il est le seul à résister au retour du Russe Denis Spitsov avant de lacher ce dernier en fin de parcours.

### Saison 2019: Champion du monde, deuxième gros globe
Devancé par le Russe Alexander Bolshunov au classement général de Coupe du monde 2018-2019 avant le départ du Tour de ski, il profite de cette épreuve où il remporte quatre étapes, deux sprints, une poursuite et un départ en ligne, pour prendre la tête du classement général. Pour sa première apparition dans l'épreuve, il s'impose au sommet de l'Alpe Cermis, devenant également le plus jeune vainqueur de l'histoire du Tour de Ski avec 22 ans dépassant ainsi le Suisse Dario Cologna,. Lors de la première épreuve des championnats du monde à Seefeld, le sprint disputé le 21 février en style libre, il remporte son premier titre mondial, en s'imposant devant Federico Pellegrino et Gleb Retivykh. Klæbo devient ainsi à 22 ans le plus jeune fondeur à avoir tout gagné, aux Jeux olympiques, aux Mondiaux et en Coupe du monde. Le lendemain du skiathlon où il termine à la 30e place, il est associé à Emil Iversen dans l'épreuve du sprint par équipes. Il fait « voler en éclats » les autres concurrents de la finale sur la dernière bosse du dernier relais, et remporte sa deuxième médaille d'or. Aligné en quatrième position du relais 4 × 10 km le 1er mars, il s'impose face au dernier relayeur russe Sergueï Oustiougov pour remporter une médaille d'or supplémentaire dans ces Mondiaux.
Avant les finales au Canada, grâce à ses victoires en distance, Alexander Bolshunov, s'est rapproché à une dizaine de points de Johannes Klaebo. Mais ce dernier après avoir remporté le sprint et la mass start des finales, laisse Bolshunov et Harvey le rattraper pendant la poursuite avant d'accélérer dans les cent derniers mètres pour remporter les finales ainsi que son deuxième gros globe.
À l'issue de cette saison, il détient 27 victoires en coupe du monde (16 sprints, 7 distances, 4 tours), dépassant Dario Cologna au sixième rang des skieurs les plus victorieux de tous les temps et cela à moins de 22 ans.
Il reçoit en mars 2022 la médaille Holmenkollen.
Lors des Championnats du monde de ski nordique 2025, il remporte six titres en six courses (Sprint , 10 km Classique, 20 km skiathlon, Sprint par équipe et Relais 4 x 7.5km, 50km libre mass start).

## Vie privée
Klæbo est né à Oslo, la capitale de Norvège. Il y a habité jusqu'à l'âge de 5 ans, avant que sa famille déménage à Trondheim, où il a grandi et habite toujours. Klæbo est très proche de sa famille et passe beaucoup de temps avec eux. Son père, Haakon Klaebo est son manager et son grand-père Kåre Høsflot, est son entraineur.
En dehors du sport, Klaebo a une chaîne Youtube où il met chaque semaine des videoblogues. Il filme sa vie de tous les jours en tant qu'athlète.
Il fait partie de l'équipe professionnelle de sprint de Norvège.

## Palmarès

### Jeux olympiques d'hiver
| Épreuve / Édition   | Sprint                           | Sprint                           | 15 km                            | 15 km                            | Poursuite 2 × 15 km | 50 km   | Relais | Relais    |
| Épreuve / Édition   | libre                            | classique                        | libre                            | classique                        | Poursuite 2 × 15 km | 50 km   | Sprint | 4 × 10 km |
| JO 2018 Pyeongchang | Épreuve inexistante à cette date | Or                               | —                                | Épreuve inexistante à cette date | 10e                 | —       | Or     | Or        |
| JO 2022 Pékin       | Or                               | Épreuve inexistante à cette date | Épreuve inexistante à cette date | Bronze                           | 40e                 | Abandon | Or     | Argent    |

Légende :
- : première place, médaille d'or
- : deuxième place, médaille d'argent
- : troisième place, médaille de bronze
- : pas d'épreuve
- — : Non disputée par Klæbo

### Championnats du monde
| Épreuve / Édition        | Sprint                           | Sprint                           | 10 km / 15 km                    | 10 km / 15 km                    | Skiathlon | 50 km  | Relais | Relais    |
| Épreuve / Édition        | libre                            | classique                        | libre                            | classique                        | Skiathlon | 50 km  | Sprint | 4 × 10 km |
| Mondiaux 2017 Lahti      | Bronze                           | Épreuve inexistante à cette date | Épreuve inexistante à cette date | 14e                              | —         | —      | 4e     | —         |
| Mondiaux 2019 Seefeld    | Or                               | Épreuve inexistante à cette date | Épreuve inexistante à cette date | —                                | 30e       | —      | Or     | Or        |
| Mondiaux 2021 Oberstdorf | Épreuve inexistante à cette date | Or                               | —                                | Épreuve inexistante à cette date | 4e        | DSQ    | Or     | Or        |
| Mondiaux 2023 Planica    | Épreuve inexistante à cette date | Or                               | 4e                               | Épreuve inexistante à cette date | Argent    | Argent | Or     | Or        |
| Mondiaux 2025 Trondheim  | Or                               | Épreuve inexistante à cette date | Épreuve inexistante à cette date | Or                               | Or        | Or     | Or     | Or        |

Légende :
- : première place, médaille d'or
- : deuxième place, médaille d'argent
- : troisième place, médaille de bronze
- : pas d'épreuve
- — : n'a pas participé à l'épreuve

### Coupe du monde
- 5 gros globe de cristal : vainqueur du classement général en 2018, 2019, 2022, 2023 et 2025.
- 7 petits globes de cristal : vainqueur du classement des sprints en 2017, 2018, 2019, 2020, 2023, 2024 et 2025.
- Meilleur classement en distance : 2e en 2023.
- 89 podiums individuels : 67 victoires, 15 deuxièmes places et 7 troisièmes places.
- 8 podiums en épreuves par équipes : 
  - 5 podiums  en sprint : 5 victoires.
  - 3 podiums  en relais : 3 victoires.

#### Courses par étapes
36 podiums d'étape, dont 31 victoires.
- Nordic Opening : 
  - 3 victoires finales.
  - 6 podiums d'étape, dont 4 victoires.
- Tour de ski
  - 4 victoires finales.
  - 23 podiums d'étape, dont 21 victoires.
- Finales : 
  - 2 victoires finales.
  - 4 victoires d'étape.
- Ski Tour 2020 : 
  - 3 podiums d'étape, dont 2 victoires.

#### Détail des victoires individuelles
| Date                                               | Lieu             | Pays                    | Discipline                        |
| -------------------------------------------------- | ---------------- | ----------------------- | --------------------------------- |
| 18 février 2016                                    | Otepää           | Estonie                 | SP TL                             |
| 17 mars 2017 19 mars 2017                          | Québec           | Canada                  | Finales                           |
| 24 novembre 2017 26 novembre 2017                  | Kuusamo          | Finlande                | Ruka Triple                       |
| 2 décembre 2017                                    | Lillehammer      | Norvège                 | SP TC                             |
| 3 décembre 2017                                    | Lillehammer      | Norvège                 | 30 km skiathlon                   |
| 9 décembre 2017                                    | Davos            | Suisse                  | SP TL                             |
| 17 décembre 2017                                   | Dobbiaco         | Italie                  | 15 km TC                          |
| 20 janvier 2018                                    | Planica          | Slovénie                | SP TC                             |
| 27 janvier 2018                                    | Seefeld in Tirol | Autriche                | SP TL                             |
| 7 mars 2018                                        | Drammen          | Norvège                 | SP TC                             |
| 15 décembre 2018                                   | Davos            | Suisse                  | SP TL                             |
| 29 décembre 2018 6 janvier 2019                    | Tour de ski      | Suisse Allemagne Italie | Tour de ski                       |
| 19 janvier 2019                                    | Otepää           | Estonie                 | SP TC                             |
| 9 février 2019                                     | Lahti            | Finlande                | SP TL                             |
| 12 mars 2019                                       | Drammen          | Norvège                 | SP TC                             |
| 16 mars 2019                                       | Falun            | Suède                   | SP TL                             |
| 22 mars 2019 24 mars 2019                          | Québec           | Canada                  | Finales                           |
| 29 novembre 2019 1er décembre 2019                 | Kuusamo          | Finlande                | Ruka Triple                       |
| 14 décembre 2019                                   | Davos            | Suisse                  | SP TL                             |
| 26 janvier 2020                                    | Oberstdorf       | Allemagne               | SP TC                             |
| 4 mars 2020                                        | Drammen          | Norvège                 | SP TL                             |
| 27 novembre 2020 29 novembre 2020                  | Kuusamo          | Finlande                | Ruka Triple                       |
| 31 janvier 2021                                    | Falun            | Suède                   | SP TC                             |
| 3 décembre 2021                                    | Lillehammer      | Norvège                 | SP TL                             |
| 11 décembre 2021                                   | Davos            | Suisse                  | SP TL                             |
| 28 décembre 2021 4 janvier 2022                    | Tour de ski      | Suisse Allemagne Italie | Tour de ski                       |
| 26 février 2022                                    | Lahti            | Finlande                | SP TL                             |
| 25 novembre 2022 26 novembre 2022 27 novembre 2022 | Ruka             | Finlande                | SP TC 10 km TC 20 km TL poursuite |
| 3 décembre 2022                                    | Lillehammer      | Norvège                 | SP TL                             |
| 31 décembre 2022 8 janvier 2023                    | Tour de ski      | Suisse Allemagne Italie | Tour de ski                       |
| 21 janvier 2023                                    | Livigno          | Italie                  | SP TL                             |
| 29 janvier 2023                                    | Les Rousses      | France                  | 20km MS TC                        |
| 3 février 2023                                     | Toblach          | Italie                  | SP TL                             |
| 14 mars 2023                                       | Drammen          | Norvège                 | SP TC                             |
| 17 mars 2023                                       | Falun            | Suède                   | 10 km TC                          |
| 18 mars 2023                                       | Falun            | Suède                   | SP TL                             |
| 21 mars 2023                                       | Tallinn          | Estonie                 | SP TL                             |
| 25 mars 2023                                       | Lahti            | Finlande                | SP TC                             |
| 26 mars 2023                                       | Lahti            | Finlande                | 20 km MS                          |
| 9 décembre 2023                                    | Östersund        | Suède                   | SP TC                             |
| 15 décembre 2023                                   | Trondheim        | Norvège                 | SP TL                             |
| 16 décembre 2023                                   | Trondheim        | Norvège                 | 20 km Skiathlon                   |
| 17 décembre 2023                                   | Trondheim        | Norvège                 | 10 km TC                          |
| 27 janvier 2024                                    | Goms             | Suisse                  | SP TL                             |
| 28 janvier 2024                                    | Goms             | Suisse                  | 20 km MS TL                       |
| 10 février 2024                                    | Canmore          | Canada                  | SP TL                             |
| 13 février 2024                                    | Canmore          | Canada                  | SP TC                             |
| 17 février 2024                                    | Minneapolis      | États-Unis              | SP TL                             |
| 2 mars 2024                                        | Lahti            | Finlande                | 20 km TC                          |
| 3 mars 2024                                        | Lahti            | Finlande                | SP TL                             |
| 10 mars 2024                                       | Oslo             | Norvège                 | 50 km MS TL                       |
| 12 mars 2024                                       | Drammen          | Norvège                 | SP TC                             |
| 15 mars 2024                                       | Falun            | Suède                   | SP TC                             |
| 16 mars 2024                                       | Falun            | Suède                   | 10 km TC                          |
| 17 mars 2024                                       | Falun            | Suède                   | 20 km MS TL                       |
| 30 novembre 2024                                   | Ruka             | Finlande                | SP TC                             |
| 7 décembre 2024                                    | Lillehammer      | Norvège                 | SP TL                             |
| 14 décembre 2024                                   | Davos            | Suisse                  | SP TL                             |
| 28 décembre 2024 5 janvier 2025                    | Tour de ski      | Italie                  | Tour de ski                       |
| 25 janvier 2025                                    | Engadine         | Suisse                  | SP TL                             |
| 26 janvier 2025                                    | Engadine         | Suisse                  | 20 km MS TL                       |
| 14 février 2025                                    | Falun            | Suède                   | SP TC                             |
| 19 mars 2025                                       | Tallinn          | Estonie                 | SP TL                             |
| 21 mars 2025                                       | Lahti            | Finlande                | SP TL                             |
| 23 mars 2025                                       | Lahti            | Finlande                | 50 km MS TC                       |

Légende :

TC = classique

TL = libre

SP = sprint

MS = départ en masse

H = départ avec handicap

##### Liste des victoires d'étape
| Date             | Lieu          | Pays      | Compétition | Discipline     |
| ---------------- | ------------- | --------- | ----------- | -------------- |
| 18 mars 2017     | Québec        | Canada    | Finales     | 15 km TC MS    |
| 24 novembre 2017 | Kuusamo       | Finlande  | Ruka Triple | SP TC          |
| 25 novembre 2017 | Kuusamo       | Finlande  | Ruka Triple | 15 km TC       |
| 16 mars 2018     | Falun         | Suède     | Finales     | SP TL          |
| 29 décembre 2018 | Dobbiaco      | Italie    | Tour de Ski | SP TL          |
| 1er janvier 2019 | Val Müstair   | Suisse    | Tour de Ski | SP TL          |
| 3 janvier 2019   | Oberstdorf    | Allemagne | Tour de Ski | 15 km TL H     |
| 5 janvier 2019   | Val di Fiemme | Italie    | Tour de Ski | 15 km TC MS    |
| 22 mars 2019     | Québec        | Canada    | Finales     | SP TL          |
| 23 mars 2019     | Québec        | Canada    | Finales     | 15 km TC MS    |
| 29 novembre 2019 | Kuusamo       | Finlande  | Ruka Triple | SP TC          |
| 29 décembre 2019 | Lenzerheide   | Suisse    | Tour de Ski | SP TL          |
| 3 janvier 2020   | Val di Fiemme | Italie    | Tour de Ski | 15 km TC MS    |
| 4 janvier 2020   | Val di Fiemme | Italie    | Tour de Ski | SP TC          |
| 18 février 2020  | Åre           | Suède     | Ski Tour    | SP TL          |
| 22 février 2020  | Trondheim     | Norvège   | Ski Tour    | SP TC          |
| 28 novembre 2020 | Ruka          | Finlande  | Ruka Triple | 15 km TC       |
| 28 décembre 2021 | Lenzerheide   | Suisse    | Tour de Ski | SP TL          |
| 31 décembre 2021 | Oberstdorf    | Allemagne | Tour de Ski | 15 km MS TL    |
| 1er janvier 2022 | Oberstdorf    | Allemagne | Tour de Ski | SP TC          |
| 3 janvier 2022   | Val di Fiemme | Italie    | Tour de Ski | 15 km MS TC    |
| 31 décembre 2022 | Val Müstair   | Suisse    | Tour de Ski | SP TL          |
| 1er janvier 2023 | Val Müstair   | Suisse    | Tour de Ski | H TC           |
| 3 janvier 2022   | Oberstdorf    | Allemagne | Tour de Ski | 10 km TC       |
| 4 janvier 2022   | Oberstdorf    | Allemagne | Tour de Ski | 20 km H TL     |
| 6 janvier 2023   | Val di Fiemme | Italie    | Tour de Ski | SP TC          |
| 7 janvier 2023   | Val di Fiemme | Italie    | Tour de Ski | 15 km MS TL    |
| 28 décembre 2024 | Toblach       | Italie    | Tour de Ski | SP TL          |
| 28 décembre 2024 | Toblach       | Italie    | Tour de Ski | 15 km MS TC    |
| 3 janvier 2025   | Val di Fiemme | Italie    | Tour de Ski | SP TC          |
| 4 janvier 2025   | Val di Fiemme | Italie    | Tour de Ski | 20km Skiathlon |

Légende :

TC = classique

TL = libre

SP = sprint

MS = départ en masse

H = départ avec handicap

#### Classements en Coupe du monde
| Saison / Épreuve | Saison / Épreuve | Général | Général | Distance | Distance | Sprint | Sprint |     | Tour de ski depuis 2007          | Nordic Opening depuis 2011       | Ski Tour Canada (2016) Finales |
| ---------------- | ---------------- | ------- | ------- | -------- | -------- | ------ | ------ | --- | -------------------------------- | -------------------------------- | ------------------------------ |
| Saison / Épreuve | Saison / Épreuve | Class.  | Points  | Class.   | Points   | Class. | Points |     | Tour de ski depuis 2007          | Nordic Opening depuis 2011       | Ski Tour Canada (2016) Finales |
| 2015-2016        | 2015-2016        | 110e    | 16      | -        | -        | 68e    | 16     | —   | —                                | —                                |                                |
| 2016-2017        | 2016-2017        | 4e      | 884     | 29e      | 125      | 1er    | 399    | —   | 2e                               | 1er                              |                                |
| 2017-2018        | 2017-2018        | 1er     | 1409    | 7e       | 457      | 1er    | 740    | —   | 1er                              | 25e                              |                                |
| 2018-2019        | 2018-2019        | 1er     | 1717    | 9e       | 327      | 1er    | 754    | 1er | 14e                              | 1er                              |                                |
| 2019-2020        | 2019-2020        | 2e      | 1726    | 6e       | 626      | 1er    | 550    | 3e  | 1er                              | · Covid                          |                                |
| 2020-2021        | 2020-2021        | 3e      | 663     | 8e       | 317      | 8e     | 146    | —   | 1er                              | · Covid                          |                                |
| 2021-2022        | 2021-2022        | 1re     | 1375    | 3e       | 413      | 2e     | 562    | 1re | Épreuve inexistante à cette date | Épreuve inexistante à cette date |                                |
| 2022-2023        | 2022-2023        | 1re     | 2715    | 2e       | 1154     | 1re    | 1261   | 1er | Épreuve inexistante à cette date | Épreuve inexistante à cette date |                                |
| 2023-2024        | 2023-2024        | 2e      | 2600    | 2e       | 1389     | 1re    | 1211   | —   | Épreuve inexistante à cette date | Épreuve inexistante à cette date |                                |
| 2024-2025        | 2024-2025        |         |         |          |          |        |        | 1er | Épreuve inexistante à cette date | Épreuve inexistante à cette date |                                |

### Championnats du monde junior
En deux participations aux Championnats du monde juniors et en sept épreuves disputées, Johannes Høsflot Klæbo remporte trois médailles d'or, les trois lors de l'édition 2016 sur le sprint, le dix kilomètres et le relais, et deux de bronze en 2015, le sprint et le relais.
| Épreuve / Édition    | Sprint                           | Sprint                           | 10 km                            | 10 km                            | 15 km (libre)                    | Skiathlon 2 × 10 km              | Relais |
| Épreuve / Édition    | libre                            | classique                        | libre                            | classique                        | 15 km (libre)                    | Skiathlon 2 × 10 km              | Relais |
| Mondiaux 2015 Almaty | Épreuve inexistante à cette date | Bronze                           | 17e                              | Épreuve inexistante à cette date | Épreuve inexistante à cette date | —                                | Bronze |
| Mondiaux 2016 Râșnov | Or                               | Épreuve inexistante à cette date | Épreuve inexistante à cette date | Or                               | 7e                               | Épreuve inexistante à cette date | Or     |

### Coupe de Scandinavie
- 1 podium.

### Championnats de Norvège
- 3 fois champion de Norvège du sprint : 2017, 2018 et 2021.